# Georgi Adamia
Georgi Adamia (in georgiano გიორგი ადამია?; Tbilisi, 10 marzo 1981) è un ex calciatore georgiano, di ruolo attaccante.

## Carriera

### Club
Ha giocato nella prima divisione georgiana ed in quella azera.

### Nazionale
Ha giocato nella nazionale georgiana Under-21.

## Palmarès

### Club

#### Competizioni nazionali
- Campionato georgiano: 1

WIT Georgia: 2003-2004
- Campionato azero: 2

Neftchi Baku: 2004-2005
Baku: 2008-2009
- Coppa d'Azerbaigian: 1

Baku: 2009-2010

#### Competizioni internazionali
- Coppa dei Campioni della CSI: 1

Neftchi Baku: 2006